# لوتشيانو كاتيناتشي
لوسيانو كاتيناتشي (13 أبريل 1933 - 4 أكتوبر 1990)، هو ممثل ومنتج عمل أساسا على الأفلام الإيطالية خلال 1960s، 1970s و 1980s من القرن العشرين.

## روابط خارجية
- لوتشيانو كاتيناتشي في قاعدة بيانات الأفلام على الإنترنت